# علي باشا النيشانجي
علي باشا النيشانجي (بالتركية: Silahdar Bıyıklı Ali Paşa)‏ كان الصدر الأعظم للدولة العثمانية في الفترة ما بين 24 أغسطس 1755 حتى 23 أكتوبر 1755.